# Бон вояж!
«Бон вояж!» (фр. Bon Voyage) — французский фильм режиссёра Жан-Поля Раппно 2003 года. Лента была номинирована в 11 категориях на премию «Сезар», в трех из которых победила.

## Сюжет
Действие происходит в 1940 году. До оккупации Парижа немцами остаются считанные дни. Молодой начинающий писатель Фредерик Оже встречает в Париже свою бывшую возлюбленную Вивьен Денвер, которая стала знаменитой актрисой кино. Она убивает своего любовника, просит Фредерика о помощи, солгав ему, что произошёл несчастный случай. Фредерик соглашается спрятать труп, но, перевозя его, попадает в автомобильную аварию. Его обвиняют в убийстве и сажают в тюрьму.  В это время немцы нападают на Францию. Весь Париж бежит на юг страны. В хаосе отступления Фредерику вместе с его случайным другом Раулем удаётся бежать из тюрьмы во время перевозки заключённых на юг страны. Фредерик и Рауль направляются в Бордо. По дороге они знакомятся с юной ассистенткой профессора-физика Копольски, Камиллу. Копольски с помощью Камиллы пытается спасти от немцев свою разработку — «тяжелую воду», необходимую для создания атомной бомбы.

## В ролях
| Актёр            | Роль                  |
| ---------------- | --------------------- |
| Изабель Аджани   | актриса Вивьен Данвер |
| Грегори Деранжер | Фредерик Оже          |
| Жерар Депардье   | Жан-Этьен Бофор       |
| Виржини Ледуайен | Камилла               |
| Иван Атталь      | Рауль                 |
| Питер Койоти     | Алекс Винклер         |
| Жан-Марк Стель   | профессор Копольски   |
| Орор Клеман      | Жаклин де Люссо       |
| Эдит Скоб        | мадам Арбисот         |
| Ксавье де Гийбон | Бремон                |
| Мишель Вюйермоз  | месье Жирар           |

## Награды и номинации
| Год  | Награда                | Категория                                       | Номинант                               | Результат |
| ---- | ---------------------- | ----------------------------------------------- | -------------------------------------- | --------- |
| 2003 | Кинофестиваль в Кабуре | Лучший режиссёр                                 | Жан-Поль Раппно                        | Победа    |
| 2004 | Сезар                  | Лучший фильм                                    | Бон вояж!                              | Номинация |
| 2004 | Сезар                  | Лучшая режиссура                                | Жан-Поль Раппно                        | Номинация |
| 2004 | Сезар                  | Лучшая мужская роль второго плана               | Иван Атталь                            | Номинация |
| 2004 | Сезар                  | Самый многообещающий актёр                      | Грегори Деранжер                       | Победа    |
| 2004 | Сезар                  | Лучший оригинальный или адаптированный сценарий | Жан-Поль Раппно, Патрик Модиано        | Номинация |
| 2004 | Сезар                  | Лучшая работа оператора                         | Тьерри Арбогаст                        | Победа    |
| 2004 | Сезар                  | Лучшие декорации                                | Катрин Летерье и Жак Руксель           | Победа    |
| 2004 | Сезар                  | Лучшая музыка к фильму                          | Габриэль Яред                          | Номинация |
| 2004 | Сезар                  | Лучшие костюмы                                  | Катрин Летерье                         | Номинация |
| 2004 | Сезар                  | Лучший монтаж                                   | Марилин Монтье                         | Номинация |
| 2004 | Сезар                  | Лучший звук                                     | Пьер Гаме, Жан Гудье и Доминик Эннекен | Номинация |